# Jón Ögmundarson
Jón Ögmundsson o Jón Ögmundarson (Islàndia, 1052 - 1121) fou el primer bisbe catòlic de Hólar, on fundà la catedral i l'escola episcopal. És venerat com a sant per l'Església catòlica.

## Biografia
Eclesiàstic islandès, fou fill d'Ögmundr Þorkelsson i Þorgerðr Egilsdóttir, que vivien a Breidabolstad a Fliotslid. Jón va educar-se primer amb el bisbe Ísleifr Gizurarson a Skálholt; un cop ordenat diaca, emprengué un viatge de pelegrinatge i estudi a Roma on hi va viure un temps. De tornada a Islàndia, va passar per Parí, on trobà Sæmundr el Savi, amb qui va tornar a Islàndia pels volts dels anys 1076/78. Durant aquest viatge de tornada, va visitar el rei Sveinn II Ástríðarson (1047-1076) de Dinamarca i la seva mare, la reina Ástríðr (que va morir el 1074), germana del rei Canut el Gran de Dinamarca i Anglaterra (1016-1035), la qual li va predir que seria bisbe. Un cop arribats a Islàndia, foren ordenats sacerdots i, tant ell com en Sæmundr Sigfússon, es van fer càrrec de llurs respectiu masos pairals.

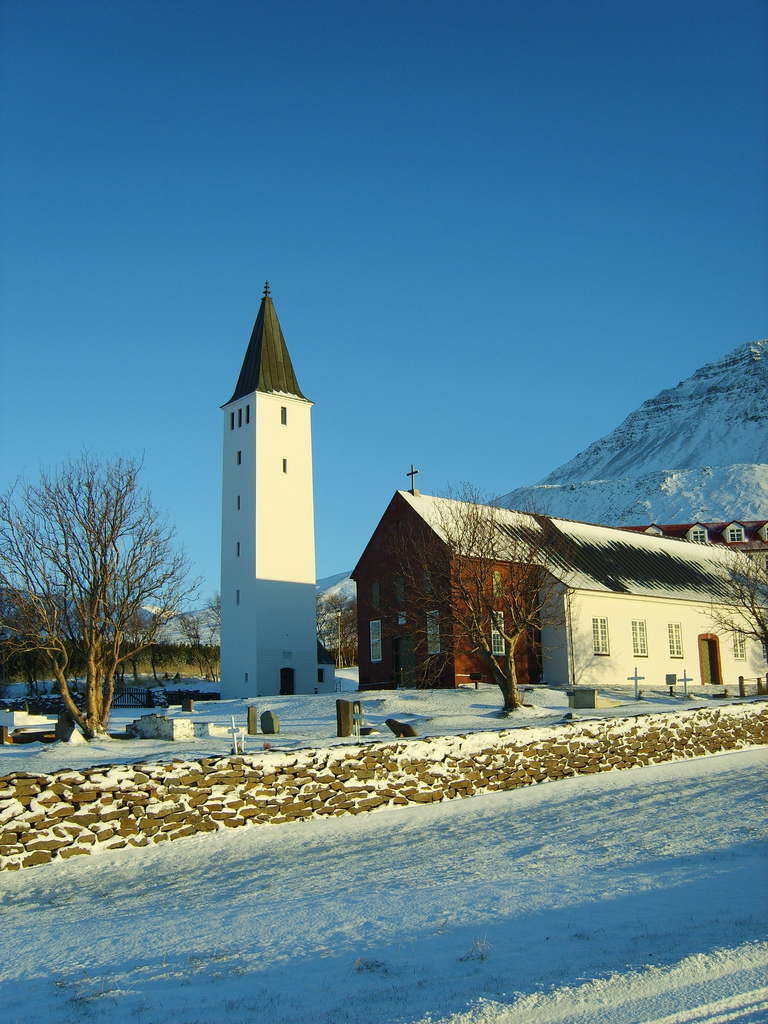
Catedral de Hólar

Vivia a Breidabolstad quan fou elegit per a ocupar el càrrec de primer bisbe de Hólar, al nord de l'illa, possiblement a instància del seu mentor Ísleifr Gizurarson. Recorregué la zona i anà a Roma, on el papa va donar-li el nomenament oficial. Fou ordenat bisbe el 29 d'abril de 1106, esdevenint-ne el primer de la nova seu de Hólar. Amb molt de zel per la tasca d'evangelització, va fer erradicar els residus de paganisme del país, arribant a canviar els noms dels dies de la setmana, que llavors incloïen noms de déus nòrdics. Tot i l'èxit d'aquesta nova nomenclatura, la memòria del passat pagà va continuar viva: un segle després de la mort del bisbe, l'Snorri Sturluson va escriure entre el 1220 i el 1225 la seva edda i, ja a la segona meitat del mateix segle xiii, també s'hi escriví l'anònima edda en vers; tote dues obres recullen el gros de la mitologia nòrdica. Va fer construir la catedral de Hólar, va fundar-hi una escola catedralícia, que va tenir importància per a la cultura islandesa i va establir el primer monestir d'Islàndia, el monestir benedictí de Þingeyrar (Þingeyraklaustur).
Casat dues vegades, no va tenir fills. Va morir a la seva seu el 23 d'abril del 1121.

## Veneració
Jón fou proclamat sant, d'abast local, per un decret episcopal promulgat a l'Althing de 1200, però que no ha estat confirmat mai per la Santa Seu. La seva vida i miracles foren escrits en llatí i noruec antic poc després, a les Jóns saga Hólabiskups i la Jóns saga helga. Els catòlics islandesos celebren la seva festa el 3 de març, el dia de la translació dels seus ossos (3 de març del 1193) a la Catedral de Hólar. Jón és el patró (verndari) de la Kristskirkja de Reykjavík. També és venerat per l'Església Catòlica de Noruega, però aquí el dia de la seva festa és el 23 d'abril.